# Marsa Maroc
 Marsa Maroc S.A. (arabisch مرسى المغرب, DMG Marsā l-Maġrib; früher: Société d'Exploitation des Ports – Abkürzung: SODEP)  ist ein marokkanisches Unternehmen mit Sitz in Casablanca. Es ist der führende Hafenbetreiber in Marokko. Das Unternehmen betreibt 2023 11 Häfen:
Nador, Al Hoceima, Tanger (Tanger Med1 und Tanger Med2), Mohammédia, Casablanca, Jorf Lasfar, Safi, Agadir, El Aaiún, ad-Dakhla. 
Der Gesamtumschlag aller Häfen betrug im Jahr 2022 50,4 Mio. Tonnen.
Die Tätigkeit gliedert sich in zwei Bereiche:
- Güterumschlag: Umschlagdienste im Hafen, Lagerung, Vermessung, Wiegen, Stauen und Entladen von Containern, Transport, Stapeln, Be- und Entladen von Lastwagen usw.
- Schiffsdienstleistungen: Lotsen, Schleppen, Festmachen, Bunkern usw.

Die Aktien sind an der Bourse de Casablanca notiert und sowohl Teil des Moroccan All Shares Index (MASI) als auch des MASI 20, dem Index der 20 meistgehandelten Unternehmen.

## Geschichte
Gründung der Hafenbetriebsgesellschaft Société d'Exploitation des Ports, die seit 2007 unter dem Markennamen „Marsa Maroc“ firmiert. Dies wurde ermöglicht durch das Gesetz 15-02, das das Hafenbetriebsamt in zwei Teile trennt: SODEP (Marsa Maroc) und Agence Nationale des Ports (Nationale Hafenbehörde). 2009 wurde die Konzession für den Betrieb von TC4 vom Hafen von Tanger Med 2 vergeben. 2011 wurde ein neuer Mehrzweckterminal im Hafen von Jorf Lasfar eingeweiht, 2012 ein vertikaler Lagerraum für Autos im Hafen von Casablanca übergeben. Der Börsengang von Marsa Maroc an der Börse von Casablanca wurde 2016 vollzogen. Im gleichen Jahr  wurden der Containerterminal 3 im Hafen von Casablanca und das Mehrzweckterminal Quai Nord im Hafen von Agadir durch die Tochtergesellschaften TC3PC und SMA in Betrieb genommen. Die Inbetriebnahme des Containerterminals 3 im Hafen von Tanger Med 2 geschah 2021.